# Emperador Wen de Han
El Emperador Wen de Han (chino: 漢文帝; 202 a. C.–6 de julio de 157 a. C.), también llamado Emperador Xiaowen (孝文皇帝), nacido como Liu Heng (劉恆), fue el quinto emperador de la Dinastía Han de China. Fue el cuarto hijo del Emperador Gaozu, el fundador de la dinastía. Su reinado de 23 años trajo estabilidad al joven Imperio, el cual registró una serie de reformas políticas y económicas que lo fortalecieron. Su primera acción como emperador fue la deposición del clan Lü de la Corte Imperial, la cual había sido controlada por la Emperatriz Lü Zhi tras la muerte de su padre. Su gobierno marca el inicio de una edad dorada conocida como la "Era del Orden Wen-Jing" (文景之治; Wén Jǐng Zhī Zhì), la cual también incluye el reinado de su nieto Wu de Han y abarca el máximo apogeo del Imperio Han.

## Biografía
Originalmente, Liu Heng no estaba destinado al trono imperial. Su padre lo entronizó como "Rey de Dai" a los 7 años y le dio el cargo de gobernador de la provincia norteña de Shanxi, donde vivió por 17 años. Tras la muerte del Emperador Hui de Han, su medio-hermano, la Emperatriz Lü Zhi tomó el control del gobierno central y colocó sucesivamente a dos emperadores títeres. Al morir la Emperatriz, el primer ministro Cheng Ping inició una purga contra su familia y ayudó a Liu Heng a tomar el poder, proclamándose el nuevo Emperador de China. Sabiendo del ambiente hostil en el que se encontraba, el nuevo emperador inició su gobierno con extrema cautela y suspicacia. La situación del Imperio era complicada al momento de su ascenso al trono; los gobernadores regionales continuaban teniendo gran autonomía, la economía aún no se recuperaba y las fronteras del norte continuaban siendo amenazadas por las incursiones de los Xiongnu.
Wen adoptó políticas taoístas gracias a la influencia de su Emperatriz Dou, quien es recordada como una de las figuras femeninas más importantes en la historia china. Así, tuvo una política de gobierno generalmente no-intervencionista y caracterizada por una gran atención hacia el pueblo. Destaca por haber reducido los impuestos en una proporción de 1/30 y 1/60, además haber implementado una administración que limitó los excesos del gobierno. Otra prueba de su benevolencia ocurrió en el segundo año de su reinado, cuando, tras un eclipse solar, pidió a sus hombres que le criticaran honestamente para hacerle ver sus fallos y errores. También eliminó muchos de los métodos de tortura que usaron sus predecesores, eliminando el Men Fang Zhi Zhu, castigo que consistía en el asesinato de todo el clan de un criminal.
En el 165 a. C. implementó el servicio civil de examinación, el cual redefinió la burocracia imperial por los siguientes 2000 años. En cuanto a su política exterior, intentó ganarse el apoyo de los Estados extranjeros mediante la diplomacia, como fue el caso de Nanyue (actual Vietnam). Incluso logró hacer las paces con los Xiangnu mediante matrimonios arreglados, aunque esto fue solo temporal. Sabiendo que la paz no duraría mucho, preparó al Imperio para una futura invasión. Los Xiangnu atacaron en el 158 a. C., pero fueron efectivamente repelidos por el ejército imperial.
El emperador falleció en el verano del 157 a. C. y fue sucedido por su hijo Liu Qi, quien luego recibiría el nombre póstumo Jing. Este decretó que el periodo de luto se reduciría a solo tres días, no siete, con el propósito de no interferir con las actividades cotidianas de la ciudadanía. Siguiendo las políticas y filosofía de su padre, Jing también abolió la ley que obligaba a las concubinas a permanecer en un luto perpetuo, permitiéndoles regresar a sus hogares. En general, Wen es recordado como un monarca benevolente que sentó las bases para un periodo de prosperidad y riqueza en toda China.